# Canarichelifer teneriffae
Canarichelifer teneriffae är en spindeldjursart som beskrevs av Beier 1965. Canarichelifer teneriffae ingår i släktet Canarichelifer och familjen tvåögonklokrypare. Inga underarter finns listade.